# Atrapat al túnel
Atrapat al túnel (originalment en coreà, 터널; transliterat com a Teoneol) és una pel·lícula dramàtica de supervivència sud-coreana del 2016 escrita i dirigida per Kim Seong-hun i protagonitzada per Ha Jung-woo al paper principal com a Lee Jung-soo. La pel·lícula gira al voltant d'un venedor d'automòbils que queda atrapat quan s'ensorra un túnel (amb el nom fictici de Hado) mal construït i intenta sobreviure dins del túnel amb l'assessorament del cap de l'equip de rescat 119, Dae-kyung, protagonitzat per Oh Dal-su. Es va estrenar a Corea del Sud el 10 d'agost de 2016. S'ha doblat en català per TV3, que va estrenar-la per primer cop el 2 d'octubre de 2022.